# Тахистоскоп
Тахистоскоп је уређај који приказује слику за одређено време. Може се користити за повећање брзине препознавања, за приказивање нечега пребрзо да би се свесно препознало или за тестирање који елементи слике су незаборавни. Пројекциони тахистоскопи користе дијапозитиве или прозирне пројекторе опремљене механичким системом затварача типичним за камеру . Клизач је напуњен, затварач је закључан отворен, фокусирање и поравнање су подешени, а затим се затварач затвара. Када сте спремни за тест, бира се брзина затварача и затварач се нормално окида.

## Историја
Први тахистоскоп је првобитно описао немачки физиолог АВ Волкман 1859.  Семјуел Реншо га је користио током Другог светског рата у обуци пилота ловаца како би им помогао да идентификују силуете авиона као пријатеља или непријатеља. 

## Апликације
Пре него што су рачунари постали универзални, тахистоскопи су се интензивно користили у психолошким истраживањима за представљање визуелних стимуланса у контролисаном трајању. Неки експерименти су користили парове тахистоскопа тако да се експерименталном учеснику може дати различита стимулација у сваком видном пољу.
Тахистоскопи су коришћени током касних 1960-их у државним школама као помоћ за боље разумевање читања за брзо читање. Постојала су два типа: ученик би гледао кроз сочиво слично тражилу авионске бомбе и читао слова, речи и фразе користећи ручно напредни дијапозитив. Други тип је пројектовао речи и фразе на екрану у низу. Обе врсте су праћене тестирањем разумевања и речника.
Тахистоскопи се и даље користе у истраживању тржишта, где се обично користе за упоређивање визуелног утицаја или памтљивости маркетиншких материјала или дизајна паковања. Тахистоскопи који се користе за ову сврху и даље обично користе дијапројекторе, а не компјутерске мониторе, због:
- повећана верност слике која се може приказати на овај начин и
- могућност приказивања великих слика или слика у природној величини.